# Кирия, Давит
Давит Кирия (англ. Davit Kiria, груз. დავით ქირია, род. 9 февраля 1988 года, Зугдиди, Грузия) — чемпион по кикбоксингу по версии Glory 2014 года, чемпион Европы по кекусинкай карате 2009, серебряный призер первенства мира, победитель турнира Kunlun Fight World Max Tournament. Выступал в среднем весе.

## Биография

### Спортивная карьера
Давит начал заниматься ашихара-карате в девять лет. Несколько раз становился чемпионом Грузии. Позднее он переехал в Нидерланды. После победы на европейском чемпионате по карате Кириа перешел в кикбоксинг и начал тренироваться в зале Golden Glory, основанном Кором Хеммерсом, под руководством Дэйва Енкерса. Голландский специалист вместе с Сэмми Схилтом пригласили Кирию на бой в 2007 году, специально организованный для него в Амстердаме, и после него он остался там жить. Несмотря на выступление в профессиональном кикбоксинге, он продолжает заниматься кекусинкай в классическом каратистком доги дважды в неделю.

Дебют Кириа на профессиональном ринге состоялся 6 июля 2008 года против Фалдира Чахбари на турнире Ultimate Glory 8 в Нидерландах, в котором грузинский боец уступил после остановки боя судьей. В первых пяти боях он потерпел четыре поражения. За свою спортивную карьеру Кириа встречался с такими спортсменами как: Ники Хольцкен, Робин ван Русмален, Муртел Гроенхарт, Геворг Петросян, Sitthichai Sitsongpeenong. Своим лучшим и главным  боем считает поединок с Энди Ристи за титул GLORY. На четырнадцатом по счету турнире промоушена в Загребе Кириа в пятом раунде нокаутировал соперника.
После окончания карьеры в этом промоушене 24 ноября 2017 года Кириа стал чемпионом мира по сават, одолев в финале турнира KFWC savate pro 2017 Людовика Насибо. Далее продолжил выступление в Kulun Fight 80, где также стал обладателем чемпионского пояса 24 февраля 2019, одержав победу единогласным решением судей (5 раундов) над Фенгом Ксингли.

### Личная жизнь
Кириа религиозный человек. Он православный христианин. Каждую субботу и воскресенье посещает церковь. Давит женат с 2013 года. Супруга — гражданка Нидерландов Мериса Ван Дам.

### Интервью
- Интервью для Glory 12
- Интервью для Glory 8
- Интервью перед боем с Юрием Бессмертным